# Єврейський музей і центр толерантності
Єврейський музей і центр толерантності — музей, присвячений єврейській культурі та релігійній традиції, історії життя і розселення євреїв, історії євреїв у Російській імперії та Росії. Розташовується в будівлі колишнього Бахметьєвського гаража, у Мар'їній Рощі, на північному сході Москви.

## Про музей
Єврейський музей і центр толерантності — найбільший у світі єврейський музей і найбільша в Європі критий виставковий майданчик: площа експозиції 4'500 м2, загальна площа 8'500 м2. Він розташувався на вулиці Образцова в історичній будівлі колишнього Бахметьєвського гаража, пам'ятника конструктивізму, побудованого в 1925—1927 роках за проектом архітектора Костянтина Мельникова та інженера Володимира Шухова.
На даний час це самий технологічний музей у Росії: експозиція музею ґрунтується не виключно на артефактах, а також і на інформації, яка подається в інтерактивному вигляді. Це дає можливість відвідувачу самому включитися в дослідницький процес. На створення музею було витрачено близько 50 мільйонів доларів.
Експозиція музею поділена на кілька тематичних сегментів. У неї входять документи, фотографії, листи, що оповідають про життя євреїв у Російській імперії та Росії, починаючи з кінця XIX століття до теперішнього часу. Тут можна побачити танк Т-34, і літак У-2. У музеї також є простір тимчасових експозицій, в якому проходять виставки.
- Кінотеатр «Початок» («Начало»)

Відвідування музею починається з круглого залу, в якому відвідувачам пропонується подивитися 4D фільм, присвячений часу від перших днів буття — створення світу і виникнення основних релігій — до руйнування Другого Храму і формування єврейської діаспори.
- Мапа міграції

На величезному інтерактивному столі відображається історія міграції євреїв. До цього експонату можна і потрібно торкатися руками. Торкаючись до певних частин карти, можна дізнатися про життя єврейських громад у кожній конкретній країні.
- Штетл

В цій частині експозиції відтворено типове єврейське містечко царської Росії з його приземкуватими будиночками, обов'язковим ринком, синагогою та релігійною школою (хедером). На величезні, в два людських зрости, вітрини проектуються унікальні кадри з життя євреїв того часу.
- Міста та за їх межами

Тут відтворена атмосфера одеського кафе кінця XIX — початку XX століття. У залі розташовані сенсорні столики, сидячи за якими можна дізнатися про проблеми, що хвилювали уми євреїв того часу.
- Революція

Дана частина присвячена революції 1917 року, громадянській війні в Росії і участі в ній євреїв. Одночасно розповідається про Бальфурську декларацію 1917 року, яка дала підстави вірити в швидке утворення національної держави в Палестині.
- Радянський Союз

Зал має символічне оформлення, на його стелі змонтована п'ятикутна червона зірка, під нею на екранах виникають кадри того часу, а також біографії євреїв видатних особистостей епохи — вчених, політиків, діячів культури.
- Друга світова війна і Голокост

На величезних екранах демонструються кадри хроніки, фотографії та інтерв'ю з ветеранами, учасниками партизанського руху, колишніми в'язнями гетто і нацистських концтаборів. Головна роль тут відводиться спогадам очевидців.
- Меморіал

Це місце скорботи, тут можна запалити свічку в пам'ять про загиблих під час Голокосту і Другої світової війни, в темному приміщенні на стіні у вигляді зірок кожну секунду виникають і зникають в небесний простір імена людей.
- Післявоєнний час

В цій частині експозиції можна дізнатися про встановлення у СРСР антисемітизму та «Справу лікарів», про Шестиденну війну і Моше Даяна, про рух «відмовників», еміграцію та інши події, які визначали свідомість радянських євреїв у той час. Один з найцікавіших елементів експозиції — відтворена кухня радянської «хрущовки», в якій на встановлених голограмах розігруються життєві ситуації 60—70-х років.
- Від перебудови до наших днів

Остання частина музею присвячена періоду становлення нової Росії, який виявився одним з найбільш сприятливих для російського єврейства. Воно отримало те, до чого завжди прагнуло, — свободу віросповідання, пересування і шанобливе ставлення з боку офіційної влади.

## Історія створення
Єврейський музей і центр толерантності відкрився в Москві 8 листопада 2012 року. В урочистій церемонії з нагоди відкриття взяв участь президент Ізраїлю Шимон Перес.
Ініціатором створення музею виступили головний рабин Росії Берл Лазар і президент ФЕОР (Федерації єврейських громад Росії) Олександр Борода. У 2001 році будівля колишнього Бахметьєвського гаража, в якому до того розташовувався 3-й автобусний парк, було передано у безоплатне тимчасове користування «Московській Марьїнорощинській Єврейській Громаді». З 2002 р. почала розроблятися концепція музею. У 2004 р. були оголошені конкурси та тендери, в результаті яких виграла американська компанія Ralph Appelbaum Associates [Архівовано 7 січня 2018 у Wayback Machine.], яка створила безліч провідних сучасних музеїв світу.
У 2007 р. заграючи з національною общиною президент Росії В. В.Путін оголосив що перерахує у фонд будівництва музею свою місячну заробітну плату, а директор ФСБ РФ Микола Патрушев передав у фонд майбутнього музею 16 документів, пов'язаних з долею загиблого в Луб'янській в'язниці шведського дипломата Рауля Валленберга, який у свій час врятував від Голокосту життя тисяч угорських євреїв.
В період з 2008 р. по 2011 р. в цьому будинку знаходився Центр сучасного мистецтва «Гараж», що сприяло створенню культурного майданчика на місці колишнього автобусного парку.
У березні 2008 р. в рамках Другого міжнародного фестивалю мистецтв «Традиції і сучасність» в московському Манежі вперше відбулася розгорнута презентація проекту музею. Тут були показані деякі експонати колекції юдаїки, що представляє «своєрідність і багатство культури і мистецтва російських і радянських євреїв», у тому числі коштовні й високохудожні атрибути юдейського богослужіння (ханукії, бсамім, парохет, синагогальні свічники), роботи українських/білоруських художників А. Лаховського, Мане-Каца, С. Юдовина та інше.
У 2016 році Центр толерантності Єврейського музею став лауреатом премії ЮНЕСКО за поширення ідей толерантності та ненасильства.
|                                                                             |              |       |                    |
| Відкриття Єврейського музею і центра толерантності у Бахметьєвському гаражі | Головна зала | Музей | Скульптура трубача |

## Центр Толерантності
Поза рамками експозиції музею знаходиться Центр толерантності. Це самостійний майданчик, на якому проводяться тренінги, семінари, лекції, практикуми, круглі столи та багато іншого. До послуг відвідувачів тут розташовується 60 iPad'ів, на яких можна відповісти на різні питання на тему толерантності, а також порівняти свої відповіді з відповідями інших..

## Центр Авангарду
У музеї також працює Центр Авангарду. Він розташувався в мезоніні при вході в музей зверху конструкції, яка по своїй структурі нагадує Шуховську вежу. Цей майданчик повністю і цілком присвячена мистецтву і культурі 1910—1930-х  років. Тут проходять лекції, семінари, кінопокази, майстер-класи, виставки та концерти, а також знаходиться відкрита бібліотека, де постійно доступні книги та альбоми з радянського авангарду і мистецтва в цілому.

## Дитячий центр Єврейського музею і центру толерантності
На території музею також розташовується дитячий центр, в якому проводяться творчі майстерні, заняття та лекції.
Дітям пропонують знайомитися не тільки з єврейською культурою, але і з культурами інших народів — їх мистецтвом, мовою, святами, звичаями та кулінарією. У Дитячому центрі спеціально встановили кухню.

## Бібліотека Шнеєрсона
13 червня 2013 р. у Єврейському музеї та центрі толерантності відкрився підрозділ Російської державної бібліотеки, куди переїхали книги з колекції родини Шнеєрсон (див. бібліотека Шнеєрсона). На заході з нагоди відкриття цього підрозділу РДБ були присутні президент Росії і представники різних єврейських громад. Книги доступні будь-якому громадянину Росії чи іншої держави, яка досягла 18 років. Для цього достатньо отримати читацький квиток РДБ, це можна зробити тут же в Єврейському музеї.